# ستيوارت كارليسلي
ستيوارت كارليسلي (10 مايو 1972 بهراري في زيمبابوي - ) (بالإنجليزية: Stuart Carlisle)‏ هو لاعب كريكت زيمبابوي. لعب مع منتخب زمبابوي للكريكت.

## وصلات خارجية
- ستيوارت كارليسلي على موقع إي آس بي آن كريك إنفو (الإنجليزية)